# Фрітьйоф Уллеберг
Фрітьйоф Мельхіор Блумер Уллеберг (норв. Frithjof Melchior Blumer Ulleberg, 10 вересня 1911, Христіанія — 31 січня 1993, Осло) — норвезький футболіст, що грав на позиції півзахисника, за клуб «Люн», а також національну збірну Норвегії.

## Клубна кар'єра
У футболі відомий виступами у команді «Люн», кольори якої і захищав протягом усієї своєї кар'єри гравця. 

## Виступи за збірну
1936 року дебютував в офіційних матчах у складі національної збірної Норвегії. Протягом кар'єри у національній команді, яка тривала 2 роки, провів у її формі 14 матчів.
У складі збірної — учасник  футбольного турніру на Олімпійських іграх 1936 року у Берліні, на якому команда здобула бронзові олімпійські нагороди.
Був присутній в заявці збірної на чемпіонаті світу 1938 року у Франції, але на поле не виходив.

### Статистика виступів за збірну
| #  | Дата       | Місто      | Суперник  | Рахунок | Змагання                      |
| -- | ---------- | ---------- | --------- | ------- | ----------------------------- |
| 1  | 26.07.1936 | Стокгольм  | Швеція    | 4-3     | товариський матч              |
| 2  | 03.08.1936 | Берлін     | Туреччина | 4-0     | Олімпійські ігри 1936         |
| 3  | 07.08.1936 | Берлін     | Німеччина | 2-0     | Олімпійські ігри 1936         |
| 4  | 10.08.1936 | Берлін     | Італія    | 1-2     | Олімпійські ігри 1936         |
| 5  | 13.08.1936 | Берлін     | Польща    | 3-2     | Олімпійські ігри 1936         |
| 6  | 06.09.1936 | Осло       | Фінляндія | 0-2     | Чемпіонат П. Європи 1933-1936 |
| 7  | 20.09.1936 | Осло       | Данія     | 3-3     | Чемпіонат П. Європи 1933-1936 |
| 8  | 14.05.1937 | Осло       | Англія    | 0-6     | товариський матч              |
| 9  | 27.05.1937 | Осло       | Італія    | 1-3     | товариський матч              |
| 10 | 13.06.1937 | Копенгаген | Данія     | 1-5     | Чемпіонат П. Європи 1937-1947 |
| 11 | 05.09.1937 | Гельсінкі  | Фінляндія | 2-0     | Чемпіонат П. Європи 1937-1947 |
| 12 | 19.09.1937 | Осло       | Швеція    | 3-2     | Чемпіонат П. Європи 1937-1947 |
| 13 | 10.10.1937 | Осло       | Ірландія  | 3-2     | Відбір ЧС-1938                |
| 14 | 24.10.1937 | Берлін     | Німеччина | 0-3     | товариський матч              |

Помер 31 січня 1993 року на 82-му році життя у місті Осло.

## Титули і досягнення
- Бронзовий олімпійський призер: 1936